# Норт-Фалмаут (Массачусетс)
Норт-Фалмаут (англ. North Falmouth) — переписна місцевість (CDP) в США, в окрузі Барнстебел штату Массачусетс. Населення — 3293 особи (2020).

## Географія
Норт-Фалмаут розташований за координатами 41°38′31″ пн. ш. 70°37′51″ зх. д. / 41.64194° пн. ш. 70.63083° зх. д. (41.641994, -70.630719).  За даними Бюро перепису населення США в 2010 році переписна місцевість мала площу 17,15 км², з яких 10,12 км² — суходіл та 7,03 км² — водойми.

## Демографія
Згідно з переписом 2010 року, у переписній місцевості мешкали 3084 особи в 1361 домогосподарстві у складі 909 родин. Густота населення становила 180 осіб/км².  Було 2588 помешкань (151/км²).
Расовий склад населення:
| - 95,5 % — білих - 1,0 % — азіатів - 0,9 % — чорних або афроамериканців - 0,1 % — корінних американців |

До двох чи більше рас належало 1,7 %. Частка іспаномовних становила 0,8 % від усіх жителів.
За віковим діапазоном населення розподілялося таким чином: 16,2 % — особи молодші 18 років, 52,9 % — особи у віці 18—64 років, 30,9 % — особи у віці 65 років та старші. Медіана віку мешканця становила 55,3 року. На 100 осіб жіночої статі у переписній місцевості припадало 87,5 чоловіків;  на 100 жінок у віці від 18 років та старших — 85,5 чоловіків також старших 18 років.
Середній дохід на одне домашнє господарство  становив 109 561 долар США (медіана — 83 750), а середній дохід на одну сім'ю — 121 085 доларів (медіана — 102 614). За межею бідності перебувало 4,4 % осіб, у тому числі 3,9 % дітей у віці до 18 років та 4,3 % осіб у віці 65 років та старших.
Цивільне працевлаштоване населення становило 1183 особи. Основні галузі зайнятості: науковці, спеціалісти, менеджери — 25,1 %, освіта, охорона здоров'я та соціальна допомога — 21,6 %, мистецтво, розваги та відпочинок — 18,8 %.